# فريق البطل: 108
فريق البطل: 108 (بالإنجليزية: Hero: 108؛ أيضاً يعرف بالصينية كـ « 108 :水火 ») هو مسلسل رسوم متحركة أمريكي وتايواني وبريطاني بُث على قناة كرتون نتورك وعلى قناة كابليوشن الأمريكية، أُنتج المسلسل من قبل شركة يانغ مينغ تارنغ الصينية بالتعاون مع شركات أخرى، عُرض لأول مرة في 01 مارس 2010 وفي الشرق الأوسط عرض على كل من كرتون نتورك بالعربية وإم ‌بي ‌سي 3

## قصة المسلسل
تدور أحداث المسلسل في مملكة صينية قديمة يعود تاريخها إلى القرن الرابع عشر، كانت تدعى «المملكة المختفية»، حيث كان يعيش فيها الإنسان والحيوان معًا، ولسنوات طويلة، في سلام وأمان، وتعاون وتوافق كاملين، إلى أن يصل الشرير المحتال «هاي رولر» إلى المملكة، وينجح في الإيقاع بين جنسي الإنسان والحيوان، بعد أن أقنع الحيوانات بأن الإنسان عدوهم الأول، ولا يحق له أن يحيا في مملكتهم، الأمر الذي أدّى إلى حدوث حالة من الفوضى في المملكة التي كانت تنعم بالأمن والسلام.
يبقى الأمر على هذه الحال إلى أن يظهر القائد «أب ترولي»، الذي يؤسس جبهة باسم «بيغ غرين»، لإعادة السلم إلى المملكة، داعيًا إلى توحيد صفوف الإنسان والحيوان لمحاربة قوات الشرير «هاي رولر»، إلا أن الحيوانات ترفض دعوته، ويقع في أسرها، إلى أن تخلصه قوات الفرقة الأولى، وتنهزم الحيوانات أمامه، وتنضم فيما بعد إلى جبهة «بيغ غرين».
ترى هل يعود الأمن والسلام من جديد إلى المملكة؟ وهل تتوحد جهود بني البشر والحيوانات معًا للقضاء على الشرير «هاي رولر»؟

## الشخصيات
لقائد القرد ترولي : قائد قوات صنع السلام وزعيم جبهة «بيغ غرين» وهو يسعى إلى أن تنعم المملكة بالأمن والسلام، وأن تتوحد قوى الإنسان والحيوان معًا لمواجهة الشرير «هاي رولر» ولم تستجب الحيوانات لدعوته، وتم إلقاء القبض عليه، إلى أن تم تحريره من جانب قوات «فيرست سكواد»، وبعدها انضمت الحيوانات لجبهته وهو في الحقيقة الملك الثالث والثلاثون لمملكة القردة، إلا أنه يخفي ذلك، اعتقادًا منه أن أبطال رابطة «بيج جرين» لن يقبلوا بالتبعية والخضوع لقرد وتعلَّم لغة البشر عن طريق الملك الببغاء، في وقت ما قبل الحرب في المملكة بين الإنسان والحيوان وهو يقوم بقيادة الطائرة الهليكوبتر الخاصة به، ويبقى متبوعًا عن قرب بالقوات الجوية التابعة لـ«بيج جرين» لتوفي الحماية له ويحتفظ دائمًا في مقر القيادة بحقيبة من الموز الذي يحبه كثيرًا.
هاى رولر : شخصية شريرة ومحتالة، ينجح في الإيقاع بين بني البشر والحيوانات، ويحول حياتهم الآمنة في المملكة إلى حالة من الفوضى العارمة والصراع وتم طرده من المملكة إلى الغابة، بعد أن أهان إمبراطور المملكة السابق، وتولد داخله حقد كبير على البشر، وراح يفكر في إلحاق الأذى بهم وقد تعلم في الغابة لغة الحيوانات، وأمكنه التعرف على نقطة ضعفهم، وكسب ودهم بتقديم الحلوى لهم وبعد أن انضمت الحيوانات إليه، أصبحت طوع أمره، وأقنعها بأن الإنسان هو عدوها الأول، وطلب منها العمل على طرد بني البشر من مملكتها، في مقابل أن يمنحها المزيد من الحلوى وهو العدو الأول لجبهة «بيج جرين» ولقوات الفرقة الأولى.
الحكيم وو : يعمل كمستشار عسكري ومخترع رئيسي لجبهة «بيج جرين» وهو يتمتع بالحكمة ورجاحة العقل، رغم أنه شاب صغير ويقوم باختراع أدوات غريبة تستخدم في حل ما يتعرض له فريق «بيج جرين» من مشكلات، ومن ذلك ابتكاره لبان النعناع البارد لمقاومة الرائحة الكريهة لمخلفات الإبل ويرتدي فوق رأسه كتابا على شكل قبعة، ويحتوي هذا الكتاب على رسوم بيانية تشرح طريقة عمل ابتكاراته وقد التحق بالمدرسة الابتدائية التي جمعته بـ«هاي رولر»، العدو اللدود لـ «أبي ترولي» وجبهة «بيج جرين» وتجمعه الصداقة الحميمة بـ«القائد ترولي»، مؤسس جبهة «بيج جرين»، وكثيرًا ما يقضيان أوقات فراغهما معًا.
سونيا الغامضة : محاربة عنيفة وقوية، رغم أنها من ناحية أخرى تعتبر فتاة بكل معنى الكلمة وتحظى بإعجاب الكثير من جنود جيش «بيج جرين» الذين يتصارعون لنيل رضاها والقرب منها وينتظر الويل كل من يخبرها لثلاث مرات بإعجابه بها، حيث تصيبه لعنتها السحرية ويتحول إلى مخلوق غريب يدعى «ياكشا» ويوجد المخلوق السحري «ياكشا» فوق رأسها كالقبعة، وهو يغار عليها كثيرًا، ولا يتردد في أن يعرض نفسه للخطر من أجل حمايتها والمخلوق السحري «ياكشا» قادر على أن يتمدد على شكل غطاء رأس ضخم، وأن يطيل أرجله كالعنكبوت، وذلك من أجل حمايتها ولديها حنين كبير ناحية الحيوانات، وخاصة الفيل ودب الباندا والسلاحف وتكمن قوتها في لسانها الطويل، الذي تستخدمه كسلاح ضد الأعداء، حيث تطلقه لمسافات بعيدة، وتسحب وتضرب به كل من يواجهها ويمكنها أن تدير لسانها في لفَّات متتالية كالمروحة، وتوقع به أشد الضربات بالأعداء.
راي القوي : يعتبر الأقوى والأكثر تأثيرًا بين قوات الفرقة الأولى ويُعتمد عليه في تنفيذ العديد من المهام، لذا فإنه ينظر إليه على أنه منفذ أكثر منه مفكر ويفخر دائمًا بأنه الشخص المناسب لأية مهمة، حتى وغن لم يكن كذلك في بعض الأحيان ويتمتع بحماس كبير لتنفيذ ما يُسند إليه من مهام ومقلةا عينيه تعدان أسلحة فتاكة، حيث يصدر من خلالهما تيار كهربيا قاتلاً تجاه الأعداء ولا بد له من أكل الموز، حتى يعيد شحن مقلتي عينيه بالإشعاعات الكهربية ويستخدم أيضًا مُقلتي عينية في إلقاء القنابل على الأعداء وعيناه مخيفتان، وفي بعض الأحيان تخرجان من موضعهما في وجهه وتنزلقان بعيدًا عنه وتربطه علاقة خاصة بـ «سونيا الغامضة» رغم ما يقع بينهما من شجار، وهي العضوة الوحيدة في الفرقة الأولى التي تعلم أنه يخاف جدًّا من الظلام
جامبى وجه الشبح : أرنب موهوب، يتمتع بقدرات قتالية عالية، وهو محارب ماهر، يستخدم عقله وحكمته في المعارك الخطيرة ويميل بشكل واضح وملحوظ ناحية الفراشات؛ فهو يحبها كثيرًا ورغم أنه يبدو كأرنب جميل وجذَّاب، إلا أن الأعداء يفضلون دائمًا عدم مواجهته أثناء القتال وسلاحه المفضل هو حبل القفز الذي يجيد استعماله بيديه الماهرتين، وتتضاعف قوته عندما يستخدمه كسوط يهدد به الأعداء وعند القتال، يقوم بلف أذنيه حول وجهه، وكأنه يرتدي قناعا، ويتحول من أرنب رقيق إلى مقاتل شرس وتعلم لغة بني البشر شيءًا فشيء، من خلال حضوره مع «باروت كينج» فصولاً دراسية خصصتها جبهة «بيج جرين» لذلك ويمتلك خيالاواسعًا، ولديه أفكار مبتكرة لحل المشكلات مهما كانت صعبة، صديقه المقرب هو «لين تشانغ».
لين تشانغ : أمهر قناصي جبهة «بيج جرين»، والعمود الفقري لقوات الفرقة الأولى ويتمتع بمهارة فائقة في فنون القتال، ويتميز باستخدام أعواد الخيزران الطويلة في عملية قنص الأعداء ويتوجه إلى الغابة بحثًا عن أفضل أعواد الخيزران، وتوصف ضرباته غالبًا بالقوة والدقة وهو يقوم بنفسه بإعداد الأسلحة التي يستخدمها في القتال، ويستطيع -من خلال دقته في التصويب- الإيقاع بأعدائه والنيل منهم وإلى جانب مهاراته القتالية، فهو يتمتع بحسٍّ فني عالٍ، ويمتلك موهبة كبيرة في الرسم.
السيد بلا يدين : القائد العسكري لقوة الفرقة الأولى التابعة لرابطة الـ «بيج جرين» وهو محارب ماهر وقوي، يتمتع بقدرات قتالية فائقة ورغم قوته وحزمه وسرعة غضبه من بعض المحاربين العاملين تحت قيادته، إلا أنه قائد طيب القلب وهو بدوره يستطيع التحليق والطيران، معتمدًا في ذلك على قبعته التي تشبه مروحة الطائرة الهليكوبتر ويستخدم القبعة نفسها التي تساعده على الطيران، في إطلاق السهام القاتلة على الأعداء وله يدان بالفعل، إلا أنهما دائمًا مختفيتان ومحاصرتان بالدرع الواقي وزيه العسكري الخاص.
الاخوان الحماران الوحشيان : توأم حمار وحشي ذَوي لونان مختلفان، حيث يتميز أحدهما «سباركي الأسود» بلونه الأسود ذي الخطوط الرمادية، فيما يتميز الآخر «سباركي الأبيض» بلونه الأبيض ذي الخطوط الرمادية وباستثناء الاختلاف في اللون، يصعب القول إنهما يختلفان في شيء آخر وهما يعملان كجاسوسين للشرير «هاي رولر»، ودائمًا ما يطيعانه في كل شيء ويتعاملان بشكل مباشر مع ملوك وملكات الحيوانات، ويقومان بمدهم بالحلوى مقابل الولاء والتحالف مع «هاي رولر» ويفخران بعلاقتهما بالشرير «هاي رولر»، رغم أنه يعتبرهما مُهرِّجين فقط ويحرصان دائمًا على طاعة «هاي رولر»، ويتجنبان غضبه، خشية أن يوقع بهم العقوبة وعند اكتمال القمر شهريًّا، يصبحان خصمين في غاية الخطورة، حيث يمكنهما تسخير طاقة القمر، من خلال مصابيحهما السحرية الغامضة.
السيدان التوأمان : شخصية شريرة ظهرت في موسم الثاني من المسلسل يتميز هذه الشخصية بلونين هما: نصف أحمر ونصف آخر أزرق.

## مهمة بيج جرين
مهمة بيج أن يحاول إقناع الحيوانات بترك الشرير هاى رولر وهذا ما يفلونه كل حلقة حيث يقومون في كل مغامرة بإقناع أحد من الحيوانات بالعدول عن هذه وينجحون بالفعل

## الأصوات العربية
- محمود عامر - آيب ترولي
- ياسر عزت - لين تشانغ
- هاني عبد الحي - بلا يدين
- آية حمزة - سونيا الخرافية
- مصطفى البراء - راي القوي
- مصطفى عبد السلام
- محمد سمير
- أنجي حسين

## روابط خارجية
- فريق البطل: 108 على موقع IMDb (الإنجليزية)
- فريق البطل: 108 على موقع ميتاكريتيك (الإنجليزية)
- فريق البطل: 108 على موقع روتن توميتوز (الإنجليزية)
- فريق البطل: 108 على موقع كينوبويسك (الروسية)
- فريق البطل: 108 على موقع قاعدة بيانات الفيلم (الإنجليزية)